# Zoofag
Zoofag (iz grških besed φαγειν (fagein) - »jesti« in ζῷον (zoon) - »žival«) je žival, ki se prehranjuje z drugo živaljo ali njenim delom. Glede na prehranjevalno specializiranost delimo zoofage v ožje skupine. Za primer, živali, ki se prehranjujejo z žuželkami, so entomofagi, zoofagi, ki se prehranjujejo z mesom, pa so karnivori. 
Glede na način zaužitja samega plena delimo zoofage na zajedavce, ki sesajo hrano iz gostitelja in plenilce, ki plen najprej ubijejo in nato pojedo. Zoofagi so porabniki drugega ali višjih redov v prehranjevalni verigi.